# زهير نمديل
زهير نمديل لاعب كرة قدم جزائري ويلعب حاليا لنادي وفاق سطيف.